# Hypsiboas pulchellus
Hypsiboas pulchellus är en groddjursart som först beskrevs av Duméril och Gabriel Bibron 1841.  Hypsiboas pulchellus ingår i släktet Hypsiboas och familjen lövgrodor. IUCN kategoriserar arten globalt som livskraftig. Inga underarter finns listade i Catalogue of Life.